# 수박눈

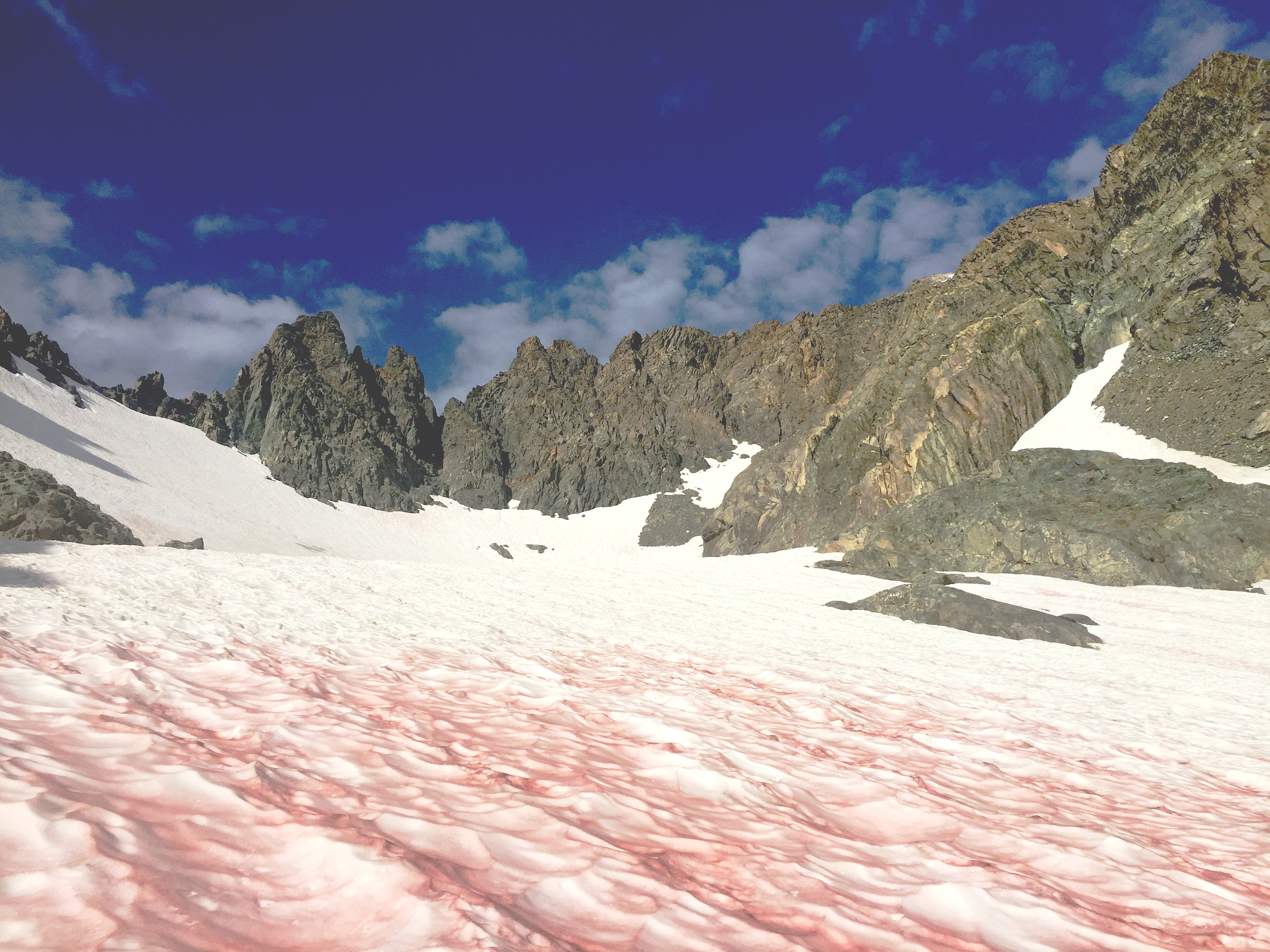

수박눈(watermelon snow)은 클라미모도나스 니발리스라는 녹조류로 인해 눈이 붉게 물드는 현상이다. 클라미모도나스 니발리스는 녹색 색소인 엽록소뿐 아니라 붉은 색소인 아스타잔틴을 함께 함유하고 있다. 대부분의 민물 녹조와 달리, 이 녹조류는 친한성 생물로, 얼어붙도록 차가운 물에서 오히려 번성한다. 수박눈 현상은 전세계의 고산지역 및 극지 해안지역에서 여름에 흔하게 나타난다. 수박눈이 우리에게 미치는 영향은 일반 눈과 달리 색이 붉기 때문에 열을 더 많이 흡수하고, 그렇기 때문에 빙하가 더 빨리 녹는다. 이 말은 멸종위기 동물이나 멸종동물이 늘어날 확률이 더 많아진다는 것이다.

## 같이 보기
- 붉은 비